# Tipula montifer
Tipula montifer är en tvåvingeart. Tipula montifer ingår i släktet Tipula och familjen storharkrankar.

## Underarter
Arten delas in i följande underarter:
- T. m. montifer
- T. m. tasucuensis